# You're the Best Thing About Me
You're the Best Thing About Me is een nummer van de Ierse rockband U2 uit 2017. Het is de eerste single van hun aankomende veertiende studioalbum Songs of Experience.
U2-zanger Bono vertelde in een telefonisch interview bij Ruud de Wild op NPO Radio 2 dat hij het nummer schreef voor zijn vrouw Ali. "In U2 zitten is een beetje als een onderdeel van een voetbalteam zijn. Mensen houden van je of ze haten je, maar iedereen houdt wel van mijn vrouw. Zij is het beste deel van mij", aldus Bono in dat interview.
"You're the Best Thing About Me" wist in een aantal landen de hitlijsten te bereiken. In U2's thuisland Ierland bereikte het nummer de 66e positie. In Nederland haalde het slechts plek 15 in de Tipparade, maar in de Vlaamse Ultratop 50 werd een bescheiden 29e positie gehaald.
De Noorse dj Kygo heeft zijn hand gelegd aan een remix van het nummer.